# Polder Oukoop (Stichtse Vecht)
Polder Oukoop is een polder en voormalig waterschap in de Nederlandse provincie Utrecht. Het gebied ligt ten noorden van Nieuwer Ter Aa en ten oosten van rivier de Angstel. In het westen grenst het aan polder Demmerik.